# Diesis
Tutte le considerazioni seguenti sono relative alla scala temperata equabile universalmente adottata negli strumenti a tastiera dove il suono di una nota è fisso e non modificabile come pianoforti, fisarmoniche, xilofoni, chitarre, arpe e simili. In questa scala viene adottato un unico semitono e il tono è costituito da due semitoni eguali al singolo semitono. Poiché le successioni di note si ottengono moltiplicando la frequenza della nota precedente per un fattore per ottenere la nota successiva, e non sommando una certa frequenza,il fattore moltiplicativo del semitono nella scala temperata equabile deve essere tale che moltiplicato per 12 volte dia 2, ottenendosi così il do successivo e la scala è così divisa in 12 intervalli tutti eguali e il semitono di questa scala sarà la radice dodicesima di due. Ma nella scala naturale, quella istintiva di un cantante o di un suonatore d'arco come un violinista o un vioncellista o di un trombone, non è così perché  le note vengono formate d'istinto con l'orecchio come fanno i bravi cantanti. Così essi sanno che un do# non è uguale a un reb. Certo la differenza non è una grande stonatura ma c'è e si sa che, specialmente nella musica classica strumentale si desidera la perfezione. Fatta questa premessa ci si chiederà come mai non si è usata la scala naturale. Il fatto è che dai tempi di Pitagora, il primo teorico della matematica della musica, che ci provò ottenendo un discreto risultato ma con errori, sia pur non enormi, nessuno è mai riuscito a ricostruire perfettamente il meccanismo con cui è costruita la scala naturale,diesis e bemolle compresi. Così ci si rassegnò ad impiegare sugli strumenti ad intonazione fissa la scala temperata equabile che però è noto, tra i teorici di matematica musicale essere con molte note leggermente stonate.
Nella notazione musicale, il diesis o diesi (♯) è un'alterazione in senso crescente dell'intonazione della nota cui si riferisce. Il simbolo diesis ♯ indica che essa deve essere alzata (cioè resa più acuta) di un semitono (invece il simbolo bemolle (♭) abbassa la nota di un semitono).
Nella musica a temperamento equabile i suoni sono 12, ma i nomi delle note sono solo sette perché inizialmente, ma ancora oggi nella musica popolare come le canzoni antiche di montagna o simili,venivano usate solo le sette note do, re mi, fa, sol, la, si,che vengono spontanee e quelli che chiamiamo diesis e bemolle era o considerati suoni artificiosi, non naturali. Ma poi la musica occidentale si sviluppò arditamente usando anche queste note, dette alterazioni. Sul pianoforte, nell'intervallo di ottava (la distanza che troviamo, ad esempio, da un Do al Do superiore), sono presenti 12 tasti per semplicità. Infatti esse dovrebbe essere almeno 18 in realta distinguendo diesis e bemolle. L'ottava è cosidla distanza tra due tasti consecutivi, ad esempio in un pianoforte, ossia è la distanza tra due suoni consecutivi nel sistema temperato. I suoni chiamati con i nomi delle note sono 7 (Do Re Mi Fa Sol La Si), 5 suoni rimangono senza nome e vengono definiti note alterate: ad esempio il suono che si trova tra il Do e il Re (sul pianoforte è un tasto nero) può essere visto sia come un Do aumentato di un semitono che come un Re diminuito di un semitono e, di conseguenza, chiamato Do diesis oppure Re bemolle; per questo tasto esistono due possibilità e da una situazione di mancanza di nomi ci troviamo in una situazione di esubero di termini, dal punto di vista enarmonico. Per la scelta dei termini nell'ambito della tonalità, si rinvia alla relativa voce.
Il termine deriva dal greco dìesis che significa intervallo. In altre lingue ci si riferisce a questo segno con termini analoghi a "croce" o "nota sostenuta, spinta verso l'alto".
- È importante non associare il diesis al "tasto nero" del pianoforte. Infatti il diesis indica solo un avanzamento di un tasto, quindi il Mi diesis (avanzando di un semitono rispetto al Mi) indica un tasto bianco, cioè quel tasto che chiamiamo Fa.
- Esiste anche il doppio diesis () che indica incremento di due semitoni - non un tono, in quanto i due semitoni sono cromatici; il Do doppio diesis, ad esempio, è quindi un Re (a partire dal Do, avanziamo di due semitoni verso destra / ovverosia due tasti), mentre il Mi doppio diesis è quindi un Fa diesis (avanziamo di due semitoni).
- I diesis possono ricorrere in vari momenti dello spartito e possono essere fissi (in chiave) o temporanei. Quando sono fissi sono scritti all'inizio del brano, accanto alla chiave musicale, per indicare la tonalità di riferimento. Di conseguenza non occorre che i diesis vengano riscritti via via nel corso dello spartito. Se ad esempio, in chiave, vi sono Fa diesis e Do diesis, allora ogni Fa o ogni Do scritto nello spartito andrà letto ed eseguito come se avesse accanto il simbolo diesis. Nel caso in cui il compositore voglia inserire un Fa naturale in uno spartito in cui ha messo il diesis in chiave per il Fa, dovrà specificarlo mettendo a sinistra del Fa naturale il simbolo del bequadro, che rimuove l'alterazione.
- Ogni diesis aggiuntivo non presente in chiave è temporaneo, quindi vale solo per la battuta in cui è posto, solo per la nota a cui è riferito e solo per le volte che tale nota compare nella battuta. Un Sol diesis temporaneo vale solo per il Sol di quel rigo e non per altri Sol più gravi o più acuti eventualmente presenti in quella battuta. In casi ambigui (cambio continuo tra diesis e naturale, cambio di tonalità, armonie complesse) il diesis può essere indicato tra parentesi, soprattutto per favorire la lettura a prima vista del musicista e risolvere ambiguità. Si tratta, in questo caso, di alterazione di cortesia.
- Il numero dei diesis in chiave determina la tonalità del brano: da "nessuna alterazione" (Do maggiore) a "sette" (Do diesis maggiore).  L'ultimo diesis annotato è la sensibile del brano, quindi occorre salire di mezzo tono per trovare il nome della tonica. Ad esempio: se l'ultimo diesis è un Do diesis, la tonalità è Re maggiore (come già ricordato, potrebbe essere anche Si minore). La sua tonica della tonalità minore relativa si trova, come sempre, una terza minore sotto rispetto a quella della relativa maggiore.

Nella notazione contemporanea, il diesis può essere adattato al linguaggio microtonale mantenendone la logica ma alterandolo graficamente. Se si aggiunge ad una stanghetta verticale una punta di freccia verso l'alto o verso il basso, questo indica una nota rispettivamente crescente o calante. Nel caso in cui si utilizzi un sistema musicale che contempla anche i quarti di tono, se le stanghette verticali del simbolo diventano tre si parla di triesis (alza di tre quarti di tono), se si riducono a una si parla di monesis o semi-diesis (, alza di un quarto di tono).

## Diesis in chiave
Alcune tonalità prevedono uno o più diesis in chiave, il che significa che, fino al cambio di tonalità e a meno di alterazioni momentanee (per esempio un bequadro che ripristinerà la naturalezza del suono), tutte le volte che quella nota (o quelle note) verrà suonata, dovrà rispettare l'alterazione. Di seguito uno schema:
| N. | Scala maggiore | Relativa minore | Diesis                             |
| -- | -------------- | --------------- | ---------------------------------- |
| 0  | Do maggiore    | La minore       | —                                  |
| 1  | Sol maggiore   | Mi minore       | Fa♯                                |
| 2  | Re maggiore    | Si minore       | Fa♯, Do♯                           |
| 3  | La maggiore    | Fa♯ minore      | Fa♯, Do♯, Sol♯                     |
| 4  | Mi maggiore    | Do♯ minore      | Fa♯, Do♯, Sol♯, Re♯                |
| 5  | Si maggiore    | Sol♯ minore     | Fa♯, Do♯, Sol♯, Re♯, La♯           |
| 6  | Fa♯ maggiore   | Re♯ minore      | Fa♯, Do♯, Sol♯, Re♯, La♯, Mi♯      |
| 7  | Do♯ maggiore   | La♯ minore      | Fa♯, Do♯, Sol♯, Re♯, La♯, Mi♯, Si♯ |

Come si nota, il criterio di aggiunta delle alterazioni segue il circolo delle quinte (Fa♯ → Do♯ → Sol♯ → Re♯ → La♯ → Mi♯ → Si♯) in senso opposto rispetto al criterio di aggiunta dei bemolli, così come le scale, sia maggiori che minori, guadagnano un'alterazione procedendo per quinte anch'esse (Sol maggiore/Mi minore: 1 alterazione → Re maggiore/Si minore, distanti una quinta giusta: 2 alterazioni, e così via).
L'introduzione di una nuova alterazione avrà sempre le seguenti caratteristiche:
- corrisponderà alla quarta eccedente della scala maggiore di partenza, cioè alla sopradominante della scala minore; ossia, data la scala maggiore di Do e la sua relativa minore La, prive di alterazioni, aumentando di un semitono il quarto grado della scala di Do maggiore, il quale corrisponde al sesto grado della scala di La minore, e cioè il Fa, si ottengono la scala di Sol maggiore e la sua relativa Mi minore, che appunto hanno una sola alterazione: proprio il Fa.
- sarà la sensibile sulla nuova scala maggiore, cioè la sopratonica sulla scala minore; ossia, date sempre le scale di Do maggiore e La minore, e dato il procedimento descritto al punto precedente, la nota alterata (il Fa) corrisponderà al settimo grado della "nuova" scala maggiore e al secondo della "nuova" scala minore.
- renderà l'alterazione precedentemente introdotta la caratteristica della nuova scala maggiore, cioè la dominante della scala minore; ossia, date per comodità le scale di Sol maggiore e Mi minore testé discusse, nel passare alle scale maggiore e minore con un'alterazione in più (Re maggiore / Si minore, due alterazioni), il Fa# sarà ora il terzo grado della nuova scala maggiore, cioè il quinto della relativa minore.

## Simbolo Unicode
Il simbolo Unicode del diesis è indicato dal codice U+266F. Esso non va confuso con il simbolo del cancelletto, che è identificato dal codice U+0023. Il codice nella codifica HTML è &#x266F;.
Sebbene molto diffuso l'utilizzo del cancelletto (#) al posto del diesis (♯), si tratta in realtà di un abuso di notazione perché sono due simboli diversi (seppur vagamente simili). Ciò è spesso riscontrato nel web e nei testi non creati col supporto di un software di elaborazione di partiture musicali, essendo il simbolo del diesis non presente su una normale tastiera. I due simboli hanno difatti profonde differenze: il simbolo cancelletto ha i due tratti (comunemente chiamati stanghette) perfettamente orizzontali mentre il simbolo diesis li ha obliqui ascendenti da sinistra verso destra. Anche i due tratti verticali sono diversi dato che il diesis li ha ad altezze diseguali (posizione sfalsata: il secondo tratto verticale, quello a destra, è posizionato leggermente più in alto rispetto al primo). Un'altra differenza è che il simbolo del diesis è meno "serrato" di quello del cancelletto; infine i tratti del cancelletto sono di spessore uguale mentre i due tratti obliqui del diesis sono di spessore maggiore rispetto a quelli verticali.